# Vrijmetselarij in Luxemburg (land)
De vrijmetselarij is sedert de 18e eeuw aanwezig op Luxemburgse bodem. De maçonnieke activiteit is verbrokkeld, overwegend francofoon en zeer internationaal in de personele samenstelling wegens de aanwezigheid van internationale instellingen.
In 2004 waren er een 900 tal vrijmetselaars actief in 15 vrijmetselaarsloges, die behoorden tot 6 obediënties.

## Geschiedenis
In 1729 wordt er voor het eerst wordt er melding gemaakt van de aanwezigheid van vrijmetselaars in het groothertogdom Luxemburg.
Omstreeks 1763 worden de eerste, militaire, vrijmetselaarsloges geïnstalleerd. De officieren van deze loges komen uit Engeland en Schotland.
François Bonaventure Joseph du Mont, markies de Gages richt in 1770 de loge La Parfaite Union Luxembourg-Ville op, later onder de Provinciale Grootloge voor de Zuidelijke Nederlanden (G.O.N.).
Van 1786 tot 1802 wordt het edict van keizer Jozef II dat vrijmetselaarsloges verbiedt, toegepast.
In de periode 1802 tot 1814 is Luxemburg bezet door de Franse revolutionairen, en maakt deel uit van het Franse keizerrijk. De komst van Franse revolutionaire troepen en vervolgens die van Napoleon Bonaparte markeren de oprichting van de militaire loge La Concorde en de burgerlijke loge Les Enfants de la Concorde Fortifiée Luxembourg-Ville in 1803 die hun constitutiepapieren ontvingen van de Grand Orient de France.
Met het verdrijven van de Franse bezetter en de personele unie van het onafhankelijke groothertogdom Luxemburg met het Verenigd Koninkrijk der Nederlanden onder koning Willem I der Nederlanden komt deze loge vanaf 1815 onder auspiciën van het Grootoosten der Nederlanden.
Het Groothertogdom maakt van 1814 tot 1830 deel uit van de tolunie van de Duitse Bond. Twee Pruisische militaire loges worden in deze periode opgericht, Friedrich zur Vaterlandsliebe en Blücher von Wahlstatt. Beiden krijgen de constitutiepapieren van de Duitse obediëntie, de Große National-Mutterloge 'Zu den drei Weltkugeln'.
De bestaande loge Les Enfants de Loncorde Fortifiée wordt in 1844 verheven tot Loge Central du Grand-Duché de Luxembourg door het Nederlandse Grootoosten. Samen met het Luxemburgse Rozenkruiserskapittel functioneert de loge vanaf 1849 als Suprême Counseil Maçonnique de Luxembourg voor de Aloude en Aangenomen Schotse Ritus. Hieruit groeide in 1926 de Großloge von Luxemburg of de Grande Loge de Luxembourg voor de drie basisgraden en de onafhankelijke Suprême Counseil voor de hogere graden.
In Luxemburg werden de katholieke decreten en encycklieken tegen de vrijmetselarij strikt toegepast. Als reactie hierop werd in 1905, in navolging van Frankrijk en België, het verplichte aanroepen van de Opperbouwmeester van het Heelal afgeschaft. De mentaliteit werd uitgesproken vrijzinnig. Tussen 1930 en 1933 bestond er een fraternelle of broederkring van vrijmetselaars van atheïsten, Quand Même.
Gedurende de Tweede Wereldoorlog werden vrijmetselaars door de Duitse bezetter vervolgd en aangehouden.
Het is opmerkelijk dat ondanks deze toename in vrijzinnigheid in 1954 de Conventie van Luxemburg wordt onder druk van de Suprême Counseil getekend door de Großloge von Luxemburg, het Grootoosten der Nederlanden, de Vereinigte Großlogen von Deutschland, de Großloge von Österreich en de Zwitserse grootloge Alpina, waardoor ze allen de Basic Principles van de United Grand Lodge of England aanvaardden en afstand nemen van de irreguliere vrijmetselarij.
Op 26 november 1959 wordt dan ook het Grootoosten van Luxemburg, Grand Orient de Luxembourg of Großorient von Luxemburg opgericht uit reactie hiertegen door de broeders van de loge l’Espérance die zich verbonden voelen met de principes van neutraliteit en de vrije gedachte, als afsplitsing van de Grootloge van Luxemburg.
Na de Tweede Wereldoorlog ontstaat er dan ook een scheiding der geesten in de Luxemburgse Vrijmetselarij. Aan de ene kant een adogmatische vrijmetselarij die zich verwant voelt met het irreguliere Grootoosten van België en de Grand Orient de France. En aan de andere kant een vrijmetselarij die zich verwant voelt met de reguliere United Grand Lodge of England.
Het G.LO. is een obediëntie die toen uitsluitend voor mannen toegankelijk was. Deze eerste periode eindigt in 1968 als het Grootoosten van Luxemburg de activiteiten moet opschorten. De loge L’Espérance herneemt de werkzaamheden in de herfst van 1969 als onafhankelijk en soeverein loge, op haar eentje onder de naam Atelier Européen Frisange.
In 1968 wordt de G.L.L. erkend door de United Grand Lodge of England.
Op 2 oktober 1982 hervat het Grootoosten van Luxemburg de werkzaamheden met drie werkplaatsen, L’Espérance, Liberté en Tolérance als irreguliere en gemengde obediëntie werkzaam in de drie basisgraden.
17 oktober 1987 ontstaat vanuit de Loge "l’Espérance" de werkplaats "Tradition et Progrès". In 1990 verlaat L'Espérence het Luxemburgse Grootoosten en in 1999 wordt ze lid van het Belgische Grootoosten.
Verder heeft de Grande Loge féminine de France een werkplaats, Hermessende Frisange en heeft de Ordre Maçonnique Mixte International Le Droit Humain drie pioniersloges, waaronder, L'arbre et le Cristal Frisange.

## Organisatie en structuur

### Basisgraden
Er zijn minstens zes obediënties actief op Luxemburgse bodem die werken in de drie basisgraden van de vrijmetselarij:
- de Großloge von Luxemburg (G.L.L., 1803): een reguliere obediëntie
- het Großorient von Luxemburg (G.O.L., 1959): een gemengde irreguliere obediëntie
- het Grootoosten van België (G.O.B., 1833): een exclusief mannelijke irreguliere obediëntie
- de Luxemburgse pioniersloge Le Droit Humain (D.H.): een gemengde irreguliere internationale obediëntie
- de Grande Loge féminine de France (G.L.F.F.): een irreguliere obediëntie voor vrouwen, uit Frankrijk afkomstig.
- de Ordre Initiatique et Traditionnel de l'Art Royal (O.I.T.A.R.): een semireguliere obediëntie voor mannen uit Frankrijk

### Hogere graden
Er zijn minstens drie korpsen werkzaam op Luxemburgse bodem, die in de hogere graden werken:
- de Suprême Conseil du Rite Ecossais Ancien et Accepté pour le Grand-Duché de Luxembourg (1845-1935/1975) exclusief voor de reguliere vrijmetselarij (G.L.L)
- de Luxemburgse pioniersloge Le Droit Humain (D.H.): een gemengde irreguliere internationale obediëntie
- de Ordre Initiatique et Traditionnel de l'Art Royal (O.I.T.A.R.): een semireguliere obediëntie voor mannen uit Frankrijk